# Kościół Świętej Trójcy w Bieździedzy
Kościół pw. Świętej Trójcy w Bieździedzy − zabytkowy kamienny kościół z XV wieku, znajdujący się w Bieździedzy. 
Kościół Świętej Trójcy został wybudowany w latach 1402–1409 na miejscu poprzedniego kościoła parafialnego, zniszczonego przez pożar w 1400 roku. Konsekrował go w 1453 roku kardynał Zbigniew Oleśnicki. W roku 1615 Romerowie dobudowali do kościoła kaplicę, w podziemiach której do dziś znajduje się ich grób rodzinny. Kompleks parafialny składa się z gotyckiej świątyni, dzwonnicy oraz muru okalającego dawny cmentarz. Stanowi najstarszy zabytek architektury sakralnej diecezji rzeszowskiej.
31 sierpnia 1879 r. w trakcie remontu drewnianej sygnaturki doszło do zaprószenia ognia. Spłonęło całe wyposażenie kościoła. Od roku 1880 wyposażono kościół w nową posadzkę, dzwony, ołtarz główny i ołtarze boczne, kaplicę, chrzcielnicę, chór i organy. Współczesne odrestaurowane wyposażenie jest zatem neogotyckie.
W ostatnich latach przeprowadzono kompleksową renowację kościoła.

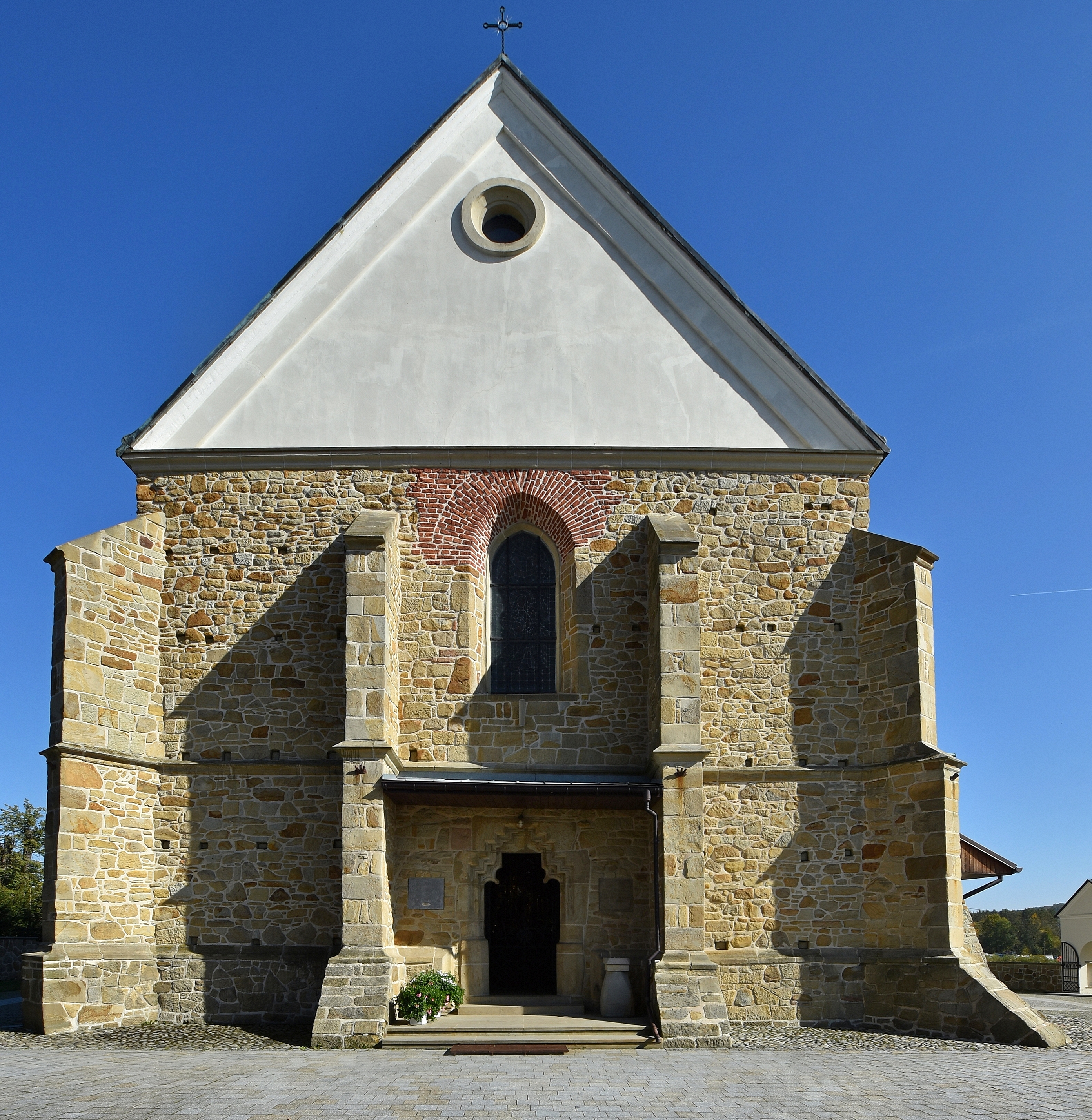
Elewacja frontowa
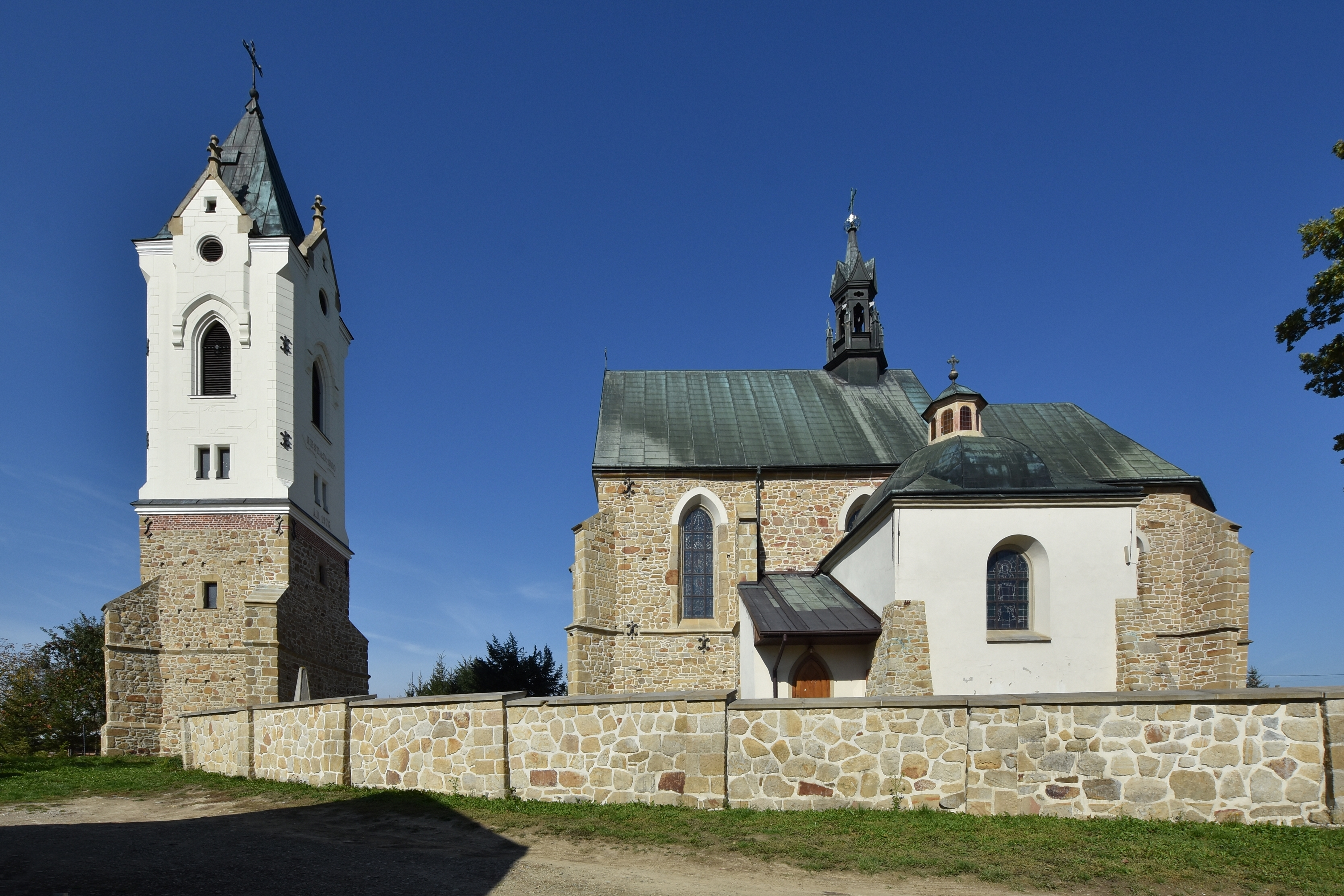
Dzwonnica
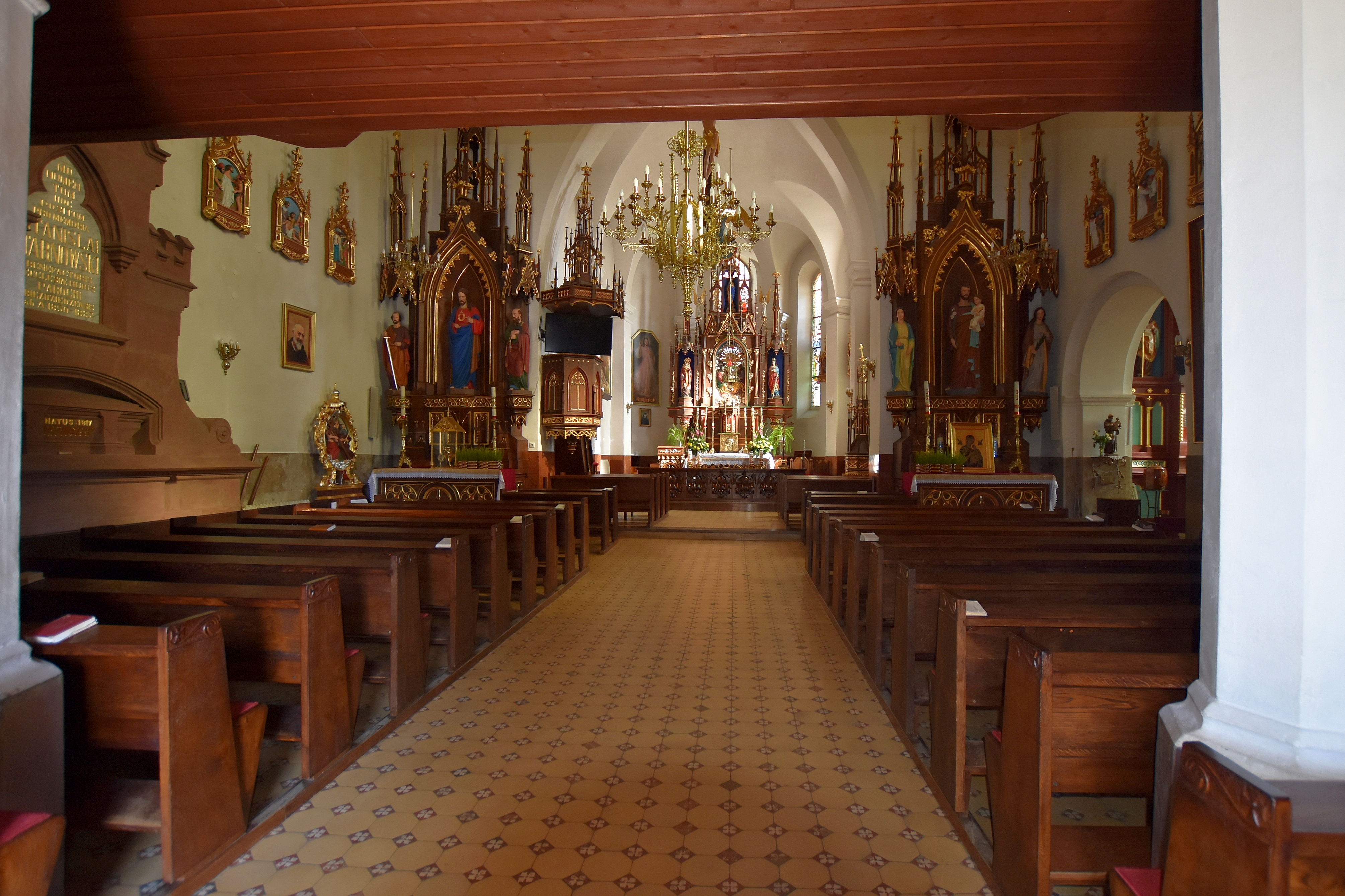
Wnętrze